# Agón (palabra)
Agón (en griego clásico ἀγών) es una palabra en griego antiguo que significa contienda, malestar nocturno o pesadilla. Es un debate formal que tiene lugar entre dos personajes, usualmente con el coro actuando de juez. Proto agonístes, protagonista, es el primero en hablar; deutero agonístes, es el segundo en hablar; tríto agonístes, sería el tercero en hablar, y así sucesivamente. El personaje que habla en segundo lugar siempre gana el agón, puesto que a este le corresponde siempre la última palabra. También significa en griego antiguo el momento del ser humano en que va a expirar o va a pasar de la vida a la muerte.
En el antiguo teatro griego, particularmente en la comedia del siglo V a. C., el agón es una convención formal que consiste en que la lucha entre los personajes debe planificarse de tal manera que proporcione la base de la acción. El significado del término ha escapado de la circunscripción de sus orígenes clásicos para significar, de manera más general, el conflicto alrededor del cual gira una obra literaria.
En Antígona, de Sófocles, por ejemplo, ésta tiene una disputa dialéctica (agón) con su tío Creonte, gobernante que debe castigarla e intentar hacerle ver la justicia de su criterio. Al mismo tiempo, ella debe defenderse haciendo ver la ausencia de maldad de su comportamiento, únicamente guiado por el amor a su hermano.
El agón es un claro representante de la sociedad griega de esa época, donde se daba una democracia participativa y se debatía sobre temas concretos desde puntos de vista contrapuestos que se debían argumentar.

## Mitología
Tan solo citado por Pausanias, Agón es una suerte de personificación de las competiciones solemnes (los agones). Al menos en Olimpia era representado llevando unas pesas de saltar. Esta estatua fue obra de Dionisio, y dedicada para Micito de Regio.

## Como tipo de juego
En su libro Los Juegos y los Hombres: la Máscara y el Vértigo, Roger Caillois  establece una clasificación de los juegos en cualquier sociedad, creando 4 categorías distintas, las cuales son: Agon, Alea, Mimicry e Ilinx. 
Dentro de esta clasificación, Agon se refiere a los juegos en los cuales hay una confrontación y se juega contra un "antagonista". El resultado de la victoria no deja probabilidad a la suerte, pues depende totalmente de la habilidad del jugador. Así, los juegos basados en el Agon son competitivos por naturaleza, ya que todos los jugadores involucrados necesitan de su habilidad para llegar al resultado final. En el Agon nunca existe un balance total, sino que se tiene un balance imperfecto. Esto significa que, a pesar de que un juego no esté completamente balanceado, funciona y resulta entretenido para los jugadores involucrados.
Algunos ejemplos de juegos basados en el Agon son: Los juegos de estrategia por turnos o en tiempo real como el ajedrez, Age of Empires, Civilization, deportes como el fútbol, el tenis o el golf, o videojuegos de pelea como Street Fighter o Mortal Kombat.

## Religión
Agón también puede referirse a un desafío que se llevaba a cabo en el marco de las fiestas religiosas. Con un sentido religioso fue utilizado en la Primera epístola a Timoteo 6:12 en el Nuevo Testamento y definido por la Concordancia de Strong como agón: una reunión, competición o lucha; como una competición (atlética) o, una lucha (en el alma).